# مارك ماكاي
مارك ماكاي (بالهولندية: Mark Mackay)‏ هو لاعب كرة قدم هولندي في مركز الوسط، ولد في 25 سبتمبر 1978 في أورنجستاد في أروبا. شارك مع منتخب أروبا لكرة القدم.

## وصلات خارجية
- مارك ماكاي على موقع قاعدة بيانات كرة القدم.إي يو (الإنجليزية)
- مارك ماكاي على موقع ناشيونال فوتبول تيمز (الإنجليزية)